# Mascaromyia bickeli
Mascaromyia bickeli är en tvåvingeart som beskrevs av Grichanov 1996. Mascaromyia bickeli ingår i släktet Mascaromyia och familjen styltflugor. Inga underarter finns listade i Catalogue of Life.